# 小笠原敏晶

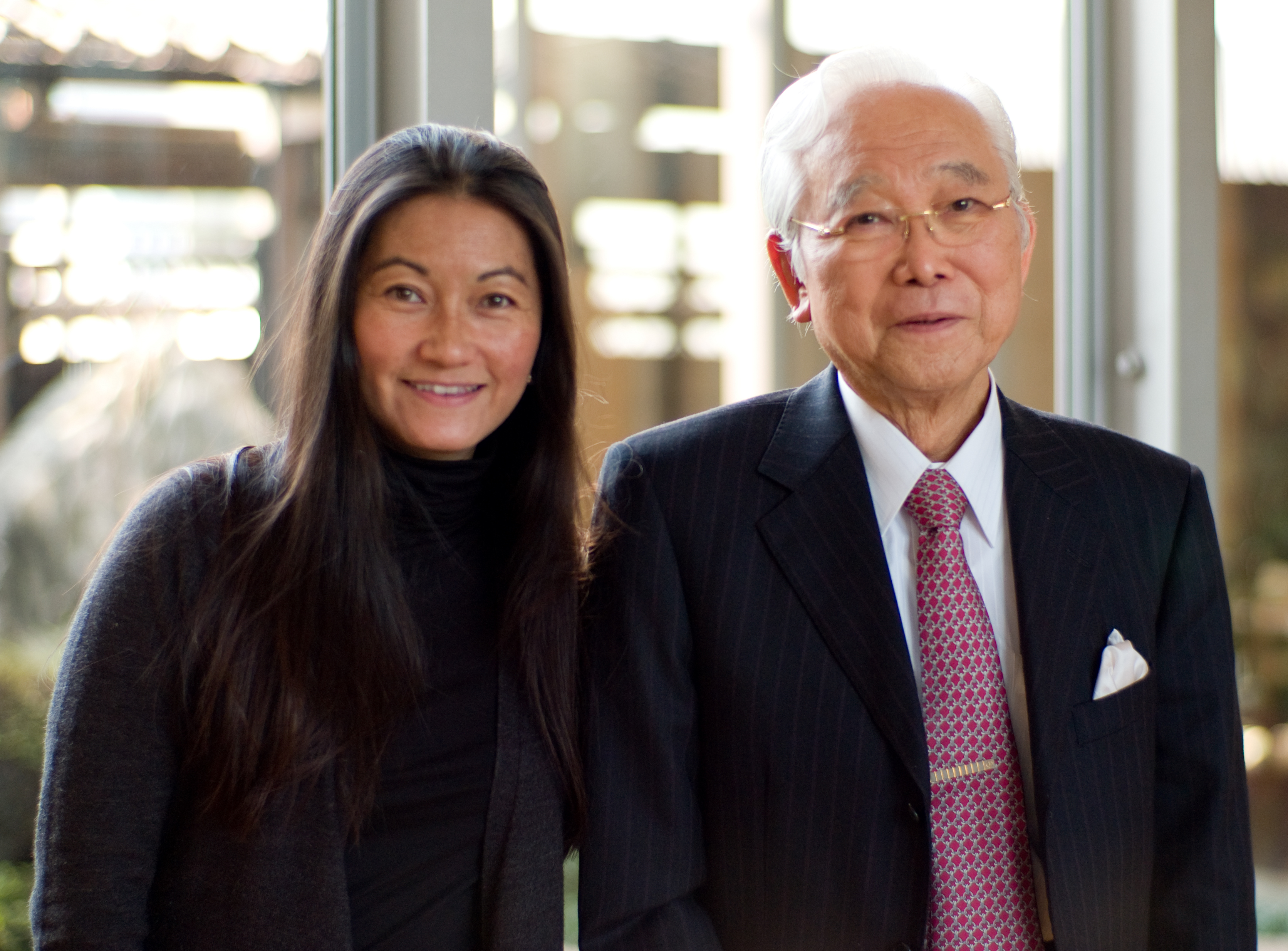
ニフコ・グループ会長、小笠原敏晶。左は娘の小笠原有輝子（ジャパン・タイムス社長・ニフコ取締役）（2007年撮影）

小笠原敏晶(おがさわらとしあき、1931年3月30日 - 2016年11月30日、満85歳没
)は、日本の実業家、投資家。マジックテープ販売の成功をきっかけに、ファスナー製造のニフコを設立。同会長、ジャパンタイムス会長、熱海ゴルフ代表取締役を務めた。

## 経歴
アルバイト先だったイギリス企業、スティール・ブラザースの日本代理店「日英物産」を1953年に設立。『リーダーズダイジェスト』誌でスイスの面ファスナーを知り、日本での製造・販売権を得て、「マジックテープ」と命名して発売。これがヒットし、その権利をクラレに売却して巨額の資金を得る。
政治家を目指して渡米し、1966年にプリンストン大学のウッドロー・ウィルソン公共・国際問題大学院を卒業後、帰国。1967年にアメリカのITW社と共同で、同社の特許商品である工業用ファスナーを日本で製造販売することを目的に「日本工業ファスナー株式会社」を設立し、のちにニフコと商号を改め、日英物産と合併。2001年から会長職。
元外務官僚の福島慎太郎から1983年にジャパン・タイムズを譲り受けることになり、社長に就任後、1985年より会長職。1986年には自らを理事長、親族を理事とする公益財団法人小笠原科学技術振興財団を設立。1992年に公益社団法人ユナイテッド・ワールド・カレッジ（ＵＷＣ）日本協会理事就任。1995年にはInterFMの会長となる。1996年に高級ベッドメーカー「シモンズ」を買収。
主にアメリカと関係する多くの団体に関わっており、外務省の日米文化教育交流会議（カルコン）の委員、全米日米協会連合、経団連、経済同友会、ロサンジェルス・フィルハーモニック、財団法人日本オペラ振会、公益財団法人YFU日本国際交流財団、財団法人アメリカ研究振興会、社団法人国際経済政策調査会の各理事、一般財団法人英語教育協議会の理事長、日本グローバル・インフラストラクチャー研究財団、　財団法人日本国際協力システムの各監事、IAA日本国際広告協会、ジャパン・リターン・プログラム（JRP）の会長、東京フィルハーモニー交響楽団、公益財団法人ソニー音楽財団の各評議員、公益財団法人社会教育協会、ユースシアタージャパンの各顧問のほか、国際交流基金日米センターの諮問委員、セダーズ・シナイ・メディカル・センター、南カリフォルニア大学の各理事、バンク・オブ・アメリカ、エイボン、ナイキ、ゼネラル・エレクトリック、プルデンシャル、ルーカスバリティの各相談役などに携わった。キリスト教系道徳再武装運動から発展したイニシアティブス・オブ・チェンジの副会長も務めた。
2008年にニフコ・グループの会長から名誉会長に退き、それと同時に住所を東京都港区から香港に移した（中国広東省東莞市石龍鎮の外国人投資家用マンションも所有）。住所を香港に残したまま、2010年にニフコ・グループ会長に復帰し、最高責任者となる。

## 脱税・租税回避
2014年、実際の生活拠点が日本にあるにもかかわらず、配当や報酬などを日本で税務申告していなかったことが租税回避にあたるとして、東京国税局から10億円の脱税を指摘された。

## 職歴
- 1931年3月	誕生
- 1953年5月 	日英物産㈱代表取締役社長
- 1966年8月 	米国プリンストン大学大学院修了
- 1967年2月 	㈱ニフコ代表取締役社長
- 1983年4月 	㈱ジャパンタイムズ代表取締役社長
- 1993年1月 	㈱ジャパンタイムズ代表取締役会長兼社長
- 1996年9月 	シモンズ㈱代表取締役会長
- 2001年6月 	㈱ニフコ代表取締役会長
- 2006年3月 	㈱ジャパンタイムズ代表取締役会長
- 2008年6月 	㈱ニフコ名誉会長。香港移住
- 2010年6月 	㈱ニフコ代表取締役会長
- 2012年6月 	㈱ニフコ代表取締役会長兼最高経営責任者
- 2014年3月 ㈱ニフコ役員報酬 1億8900万円。国税局より脱税指摘
- 2015年3月 ㈱ニフコ役員報酬  2億2300万円
- 2016年3月 ㈱ニフコ役員報酬  2億7900万円。11月死去